# Osetyjska Droga Wojenna
Osetyjska Droga Wojenna (ros. Военно-Осетинская дорога, gruz. ოსეთის სამხედრო გზა) - droga zbudowana w latach 1854–1889 przez Imperium Rosyjskie w celu polepszenia komunikacji z Kaukazem Południowym.
Biegnie dolinami rzek Rioni i Ardon, łącząc Kutaisi w Gruzji z Ałagirem w Rosji. Przecina pasmo Wielkiego Kaukazu, przechodząc przez Przełęcz Mamison. Jej długość wynosi 270 km.